# Trałowce projektu 15
Trałowce projektu 15 (w kodzie NATO: Krake) – wschodnioniemieckie trałowce i stawiacze min z lat 50. XX wieku. W latach 1955–1958 w stoczni Peene-Werft w Wolgast zbudowano 10 jednostek tego typu. Okręty zostały wcielone do służby w marynarce wojennej NRD w latach 1957–1958. Z listy floty zostały skreślone w latach 1972–1979.

## Projekt i budowa
Konstrukcja trałowców bazowych projektu 15 (typu Krake) była rozwinięciem poprzedników – trałowców typu Habicht . Jednostki oprócz wykonywania zadań trałowych mogły spełniać funkcję stawiaczy min. Prace nad konstrukcją okrętów rozpoczęto w 1955 roku .
Wszystkie okręty zbudowane zostały w stoczni Peene-Werft w Wolgast (numery stoczniowe 27–36)  . Jednostki zostały zwodowane w 1956 roku .
| Okręt             | Stocznia    | Wodowanie        | Wejście do służby    | Wycofanie ze służby  |
| ----------------- | ----------- | ---------------- | -------------------- | -------------------- |
| „Berlin”          | Peene-Werft | 30 stycznia 1956 | 16 sierpnia 1957     | 13 października 1979 |
| „Halle”           | Peene-Werft | 20 czerwca 1956  | 21 września 1957     | 14 października 1972 |
| „Dresden”         | Peene-Werft | 29 marca 1956    | 9 listopada 1957     | 26 października 1973 |
| „Rostock”         | Peene-Werft | 29 września 1956 | 28 listopada 1957    | 16 października 1973 |
| „Gera”            | Peene-Werft | 18 grudnia 1956  | 20 grudnia 1957      | 14 października 1972 |
| „Magdeburg”       | Peene-Werft | 21 lipca 1956    | 6 marca 1958         | 14 października 1972 |
| „Erfurt”          | Peene-Werft | 31 sierpnia 1956 | 28 marca 1958        | 14 października 1972 |
| „Karl-Marx-Stadt” | Peene-Werft | 28 kwietnia 1956 | 4 maja 1958          | 25 października 1976 |
| „Potsdam”         | Peene-Werft | 8 listopada 1956 | 8 lipca 1958         | 26 października 1973 |
| „Leipzig”         | Peene-Werft | 29 lutego 1956   | 31 października 1958 | 1 października 1976  |

## Dane taktyczno-techniczne
Okręty były trałowcami (stawiaczami min) o długości całkowitej 66,1 metra, szerokości 8,4 metra i zanurzeniu 2,52 metra . Wykonane ze stali kadłuby jednostek podzielone były na 12 przedziałów wodoszczelnych. Wyporność standardowa wynosiła 553 tony, a pełna 741 ton.
Trałowce napędzane były przez dwa silniki wysokoprężne 6KVD43A o łącznej mocy 2400 KM, poruszające dwiema śrubami, co pozwalało osiągnąć maksymalną prędkość wynoszącą 16,5 węzła. Zasięg wynosił 2465 Mm przy prędkości 12 węzłów . Energię elektryczną o napięciu 380 V zapewniał agregat prądotwórczy z silnikiem wysokoprężnym 8KND21.
Uzbrojenie artyleryjskie jednostek stanowiło pojedyncze działo kalibru 85 mm 90-K L/52 oraz pięć podwójnych zestawów działek automatycznych 2M-3M kal. 25 mm . Broń ZOP stanowiły dwa miotacze bomb głębinowych. Okręty zabierały też na pokład 30 min .
Wyposażenie trałowe stanowiły: trał kontaktowy MKT-1, elektromagnetyczny TEM-2 i akustyczny AT-2 . Wyposażenie radioelektroniczne obejmowało m.in. radar KSIB i sonar Tamir-11 .
Załoga pojedynczego okrętu składała się z 38 oficerów, podoficerów i marynarzy .

## Służba
Okręty projektu 15 zostały wcielone do służby w Volksmarine w latach 1957–1958 . Początkowo jednostki identyfikowały jedynie numery 3001–3010, a w styczniu 1960 roku otrzymały nazwy pochodzące od większych miast NRD . W latach 1963–1965 okręty poddano modernizacji: zdemontowano radary KSIB, instalując w zamian stacje radiolokacyjne KSA-5 i Zarnica . Większość wycofano ze służby w latach 1972–1973. W charakterze trałowców zostały zastąpione przez nowe okręty projektu 89. Dłużej w służbie pozostały tylko  „Berlin”,  „Dresden”, „Karl-Marx-Stadt” i „Leipzig”, które od początku lat 70. pełniły funkcje okrętów szkolnych. Wycofano je ze służby ostatecznie do 1979 roku.